# SNCF Infra
SNCF Infra est une ancienne branche de la Société nationale des chemins de fer français (SNCF). 
Dans le cadre de la réforme ferroviaire adoptée en 2014 et entrée en vigueur le 1er janvier 2015, elle a été intégrée à SNCF Réseau avec les moyens et personnels de Réseau ferré de France (RFF) et de la Direction de la circulation ferroviaire.
Avant cette date, elle réalisait, pour le compte de RFF, la gestion, l'exploitation et la maintenance du réseau ferré national. Elle était également dotée d'un centre d'ingénierie spécialisé dans les infrastructures ferroviaires. En 2011, près de 52 000 personnes y travaillaient. Pierre Izard devînt le 1er directeur de SNCF Infra le 1er septembre 2006. Sa direction s'est installée, le 1er février 2011, au 18 rue de Dunkerque dans le 10e arrondissement de Paris, non loin de la gare du Nord.

## Histoire
SNCF Infra succède au service Voie et Bâtiments (VB) puis Équipement. 
En 2004, le groupe SNCF présente un nouvel organigramme comportant une branche « Infrastructure ». Elle devient « Infrastructure et Ingénierie » en 2006 puis SNCF Infra en 2008.

## Chiffre d'affaires
Le chiffre d'affaires 2010 de SNCF Infra était de 5,182 milliards d'euros, en progression de 1,0 % par rapport à 2009. En 2011, sur les 9 premiers mois, le chiffre d'affaires était de 3,848 milliards  d'euros, en progression de +1,8 % par rapport à 2010 (3,3 % à périmètre et charge constante).

## Composition de SNCF Infra - EPIC
- La Direction de la circulation ferroviaire (DCF) : elle gère la conception des horaires, la régulation du trafic et la gestion opérationnelle des circulations en toute transparence et impartialité. La DCF a été séparée de SNCF Infra et est devenue une entité indépendante le 1er janvier 2010 ;
- La Maintenance et les Travaux (anciennement Infra Équipement) : cette activité gère la surveillance, l’entretien, la modernisation et le développement des 33 000 km de lignes qui composent le réseau français. Elle effectue aussi bien des travaux de génie civil (construction d’ouvrages d’art, maintenance de la voie, régénération et construction de lignes) que des travaux de génie électrique (maintenance caténaire et électrification de lignes) ;
- L'Ingénierie : elle est spécialisée dans l’étude et la conception d’infrastructures ferroviaires en France et dans le monde. elle est composée de 3 600 collaborateurs.

## Composition des filiales de la branche
Pour le groupe SNCF, la branche Infra est composée à la fois de filiales se partageant le patrimoine immobilier et de centres d'ingénierie travaillant en France et dans le monde. 
- Filiales du patrimoine immobilier :
  - la SNEF (100 %) - Groupe Espaces Ferroviaires,
  - ORFEA (50 %) : hébergement des personnels roulants de la SNCF,
  - ICF (100 %): patrimoine immobilier de la SNCF, mis à disposition du personnel (cités cheminotes, maisons de passage à niveau, anciennes gares)  en voie de privatisation.

- Filiales d'ingénierie à l'international :
  - SNCF International (100 %) : utilisation des compétences ferroviaires pour assistance à maîtrise d’ouvrage, à l'exploitation et à la maintenance à travers le monde,
  - Inexia (100 %) : ingénierie des infrastructures de transport.
  - Systra (35,87 %) : ingénierie des transports collectifs, urbains et ferroviaires.

## Matériel moteur
SNCF Infra disposait de plusieurs séries d'engins moteurs électriques et thermiques, dont principalement (certaines séries sont maintenant entièrement radiées) :
- Locomotives :
  - BB 22200
  - BB 60000
  - BB 63400
  - BB 63500
  - BB 64600
  - BB 66000
  - BB 66400
  - BB 67200
  - BB 67400
  - BB 75000
  - A1A A1A 68000
  - A1A A1A 68500
- Locotracteurs :
  - Y 7100
  - Y 8000
  - Y 8400
  - Y 9000
- Draisines :
  - DU 65
  - BR 81
  - DU 84
  - DU 94